# Garamszegi evangélikus templom
A garamszegi evangélikus templom (szlovákul: Drevený artikulárny kostol v Hronseku), 2008 július 7-én az UNESCO Világörökségi Bizottságának 32. Québecben tartott ülésén került a világörökségek listájára, Szlovákia több más fatemplomával együtt.

## A kezdetek
Garamszegen a protestáns istentiszteleteket 1726-ig a város reneszánsz kastélyában tartották. Az 1681-es soproni országgyűlés lehetővé tette templomok építését a protestáns egyházkerületek számára, így amikor a hely kicsinek bizonyult a Garamszeg környékéről is a városba járó vallásgyakorlók számára, egy fatemplom építését határozták el. Garamszeg vízgyűjtő település lett Zólyom vármegye északi részén. A deli rész hasonló funkciójú temploma Osztroluka településen van. 

## Építése
Amikor a soproni országgyűlés határozatának értelmében megkezdődött a protestáns templomok építése, a Habsburg hivatalnokok mindent megtettek annak érdekében, hogy az épületek tartósságát csökkentsék. A soproni határozat szándékos áthágásával még inkább szigorították az egyébként is erősen korlátozó szankciókat. A garamszegi templom számára olyan helyet jelöltek ki, ahol a környék mocsaras, mivel a telek a Garam folyó közvetlen közelében terül el. Ennek ellenére az építkezést semmi nem zavarta meg, és csodálatos módon a templomot soha nem öntötte el az ár. Egy további feltétel volt, hogy minden templomlátogatónak ülőhelyet kellett biztosítani. 
A templom építése 1725 október 23-án kezdődött, és 1726 őszére be is fejeződött. A tervek megalkotójának neve nem ismeretes. Az épület kereszt alakú. A hosszabbik része 23 m, a rövidebbik 18, a templom magassága pedig 8 m. Az épületet diagonálisan elhelyezett masszív tölgy és tűlevelű, főleg lucfenyő konstrukció alkotja. 

## Belső tér

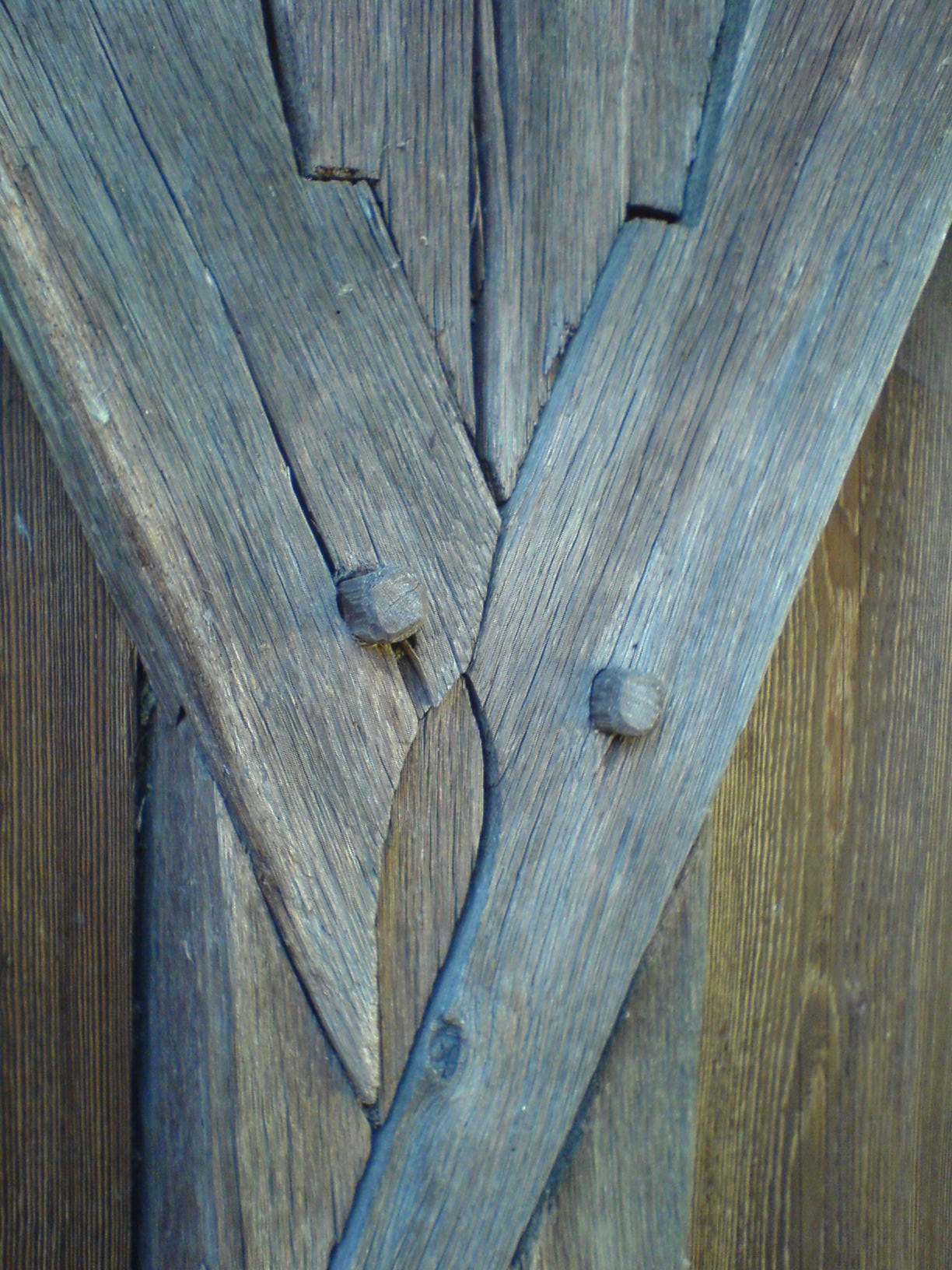
Fagerendák

Egyedülálló a klasszikus összekötőtechnika alkalmazása a fő teherhordó részeknél, amelyek klasszikus ács-csapok és faszegek csatlakoznak egymásba. A templom belső tere felfordult csónakhoz hasonlít. 
A skandináv építészet szokatlan elemeit találjuk itt, amelyet a kórus alatt és fölött elhelyezkedő, ión mintával díszített oszlopsorok jellemeznek a bejáratok mellett, ami alapján feltételezhető, hogy az építkezésben norvég vagy svéd származású mesterek dolgoztak. Különleges a kórusokon a padok amfiteátrum-jellegű elhelyezése is. 
A templom oltárán hat egyedi kép látható. Ezeket a képeket 1771-ben festette Samuel Kialovič. Az oltár fölötti angyalok a környékbeli, az evangélikus egyházat támogató nemesi családok címereit tartják a kezükben. A különleges barokk orgona Martin Podkonický besztercebányai mester műve 1764-ből. Az eredetileg aranyozott csillár Martin Hudec nagyréti bíró ajándéka. 
A templomban összesen 1100 ülőhely található. Az épületnek 5 bejárata és 30 ablaka van. A zsindelytetőn három kereszt és egy kakas áll, amely a keresztény éberség jelképe.

## Harangláb
A templom közelében emelkedik az építészetileg hasonló harangláb, amely a templommal egyidőben, 1726-ban keletkezett. A templom udvarán három régi hársfa magasodik, amelyeket még a templom szentelésekor ültettek.

## Fordítás
Ez a szócikk részben vagy egészben  a   Hronsek című szlovák Wikipédia-szócikk ezen változatának fordításán alapul.  Az eredeti cikk szerkesztőit annak laptörténete sorolja fel. Ez a jelzés csupán a megfogalmazás eredetét és a szerzői jogokat jelzi, nem szolgál a cikkben szereplő információk forrásmegjelöléseként.

## Külső hivatkozások
- A garamszegi evangélikus gyülekezet honlapja